# 大西崇之
大西 崇之（おおにし たかゆき、1971年7月2日 - ）は、大阪府東大阪市出身の元プロ野球選手（外野手）、コーチ、野球解説者、野球評論家。右投右打。
妻は女子プロゴルファーの坂上晴美。

## 経歴

### プロ入り前
小学校3年生の時に内野手として野球を始め、主に一塁手としてプレーする。中学校の入学と同時に外野手に転向し、中堅手一筋になる。中学卒業後は1987年に大阪産大高校大東校舎へ進学するが、1年次の同年夏に中退。その後に転入した鹿児島商工高校では、3年次の春と夏にいずれも「1番・中堅手」として甲子園に出場。野球部の同学年に、後々同僚となる吉鶴憲治がいる。高校卒業後は亜細亜大学に進学するが、1年次の秋に中退。オリックスの入団テストを受けた際にスカウトからの紹介で、その後は天城ベースボールクラブに入部し、江藤慎一や岡嶋博治監督の指導を受ける。「ヤオハンジャパン硬式野球部」となった1994年には都市対抗野球大会にも出場し、いすゞ自動車との1回戦では2本の本塁打を放っている。
同年のドラフト6位で中日ドラゴンズに入団し、結果として同社唯一のプロ野球選手となった。恩師である江藤が古巣・中日のスカウトに推薦したという。背番号は「58」。

### 現役時代
1996年5月26日の横浜ベイスターズ戦（横浜スタジアム）でアロンゾ・パウエルの代走として一軍に初出場し、6月4日の阪神タイガース戦（阪神甲子園球場）では10回表に古溝克之から一軍での初安打となる中前安打を放つ。8月6日の対広島東洋カープ戦（岡山県倉敷スポーツ公園野球場）では「8番・中堅手」として一軍で初先発出場を果たし、9月24日の横浜ベイスターズ戦（横浜スタジアム）で9回表に戸叶尚から一軍での初本塁打となる左越え2点本塁打を放つ。
1998年8月21日の横浜ベイスターズ戦（横浜スタジアム）では9回表に守護神・佐々木主浩から同点2点本塁打を放った。この年のMVPに輝いた佐々木にとっては、これが唯一の被本塁打であり、大西自身も同年唯一の本塁打であった。監督の星野仙一は、守備は出来ても攻めることが出来ないことの例えとして大西を「自衛隊」と呼んでいた。後に中日ドラゴンズ応援団は「守護神粉砕・大西崇之」と入った横断幕を作成した。その後も代走や守備固めとして数多く起用され、一軍に定着した。
2002年には打撃面でもブレイク。
2003年は規定打席には満たなかったものの、2年連続で打率3割を記録した。この年は主に左翼手として関川浩一と併用されて出場することが多かった。
2004年は打撃が振るわず、出場機会を減らした。
2005年は前年に引き続き、中堅手にはアレックス・オチョア、右翼手には福留孝介がいたために、左翼手のポジションを巡って井上一樹、森野将彦、英智、大友進との争奪戦となった。この年の大西は何回かの活躍があったものの、出場機会は大幅に減少。結局、同年後半は出場機会には恵まれなかった。
2005年オフに金銭トレードで読売ジャイアンツへ移籍。背番号は「00」。
2006年は20試合の出場に終わり、10月4日に現役引退を表明した。

### 現役引退後
引退後は巨人の東海地区スカウト（2007年 - 2008年）を担当し、中井大介らを獲得した。
2009年からは二軍外野守備・走塁コーチに就任し、背番号は「79」に決まった。
2011年からは一軍外野守備・走塁コーチを務め、攻撃時には一塁ベースコーチとしてグラウンドに立つ。長野久義は「ゴールデングラブ賞（2011年、2012年）が取れたのは全て大西さんのおかげです。自信がなかった守備が楽しく大好きになったのも大西さんのおかげです。」と述べている。

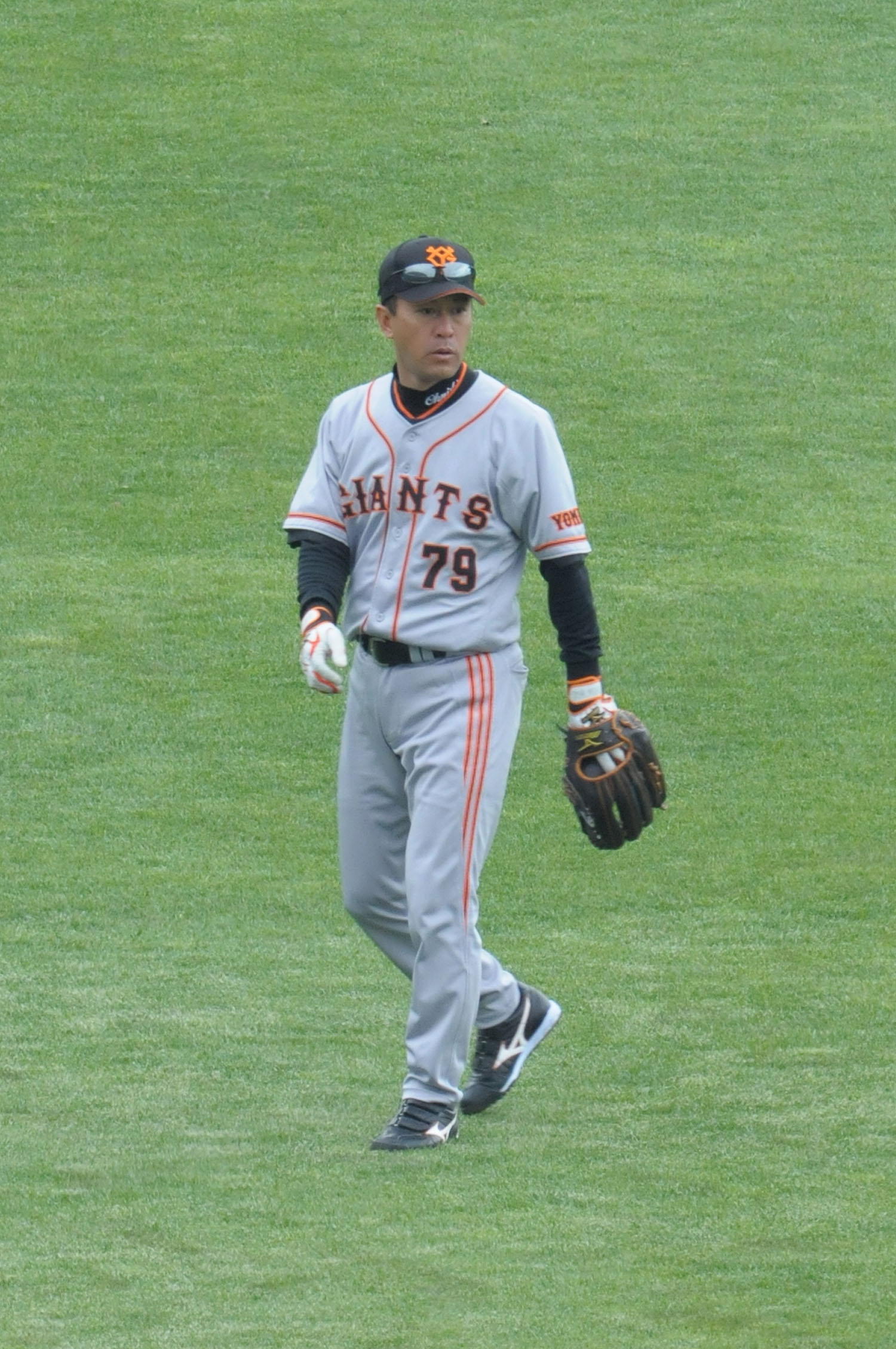
巨人一軍外野守備・走塁コーチ時代
2012年5月13日・こまちスタジアムにて

巨人時代の同僚小久保裕紀が侍ジャパンの監督を務めた2015年のプレミア12や2017年のWBCなど主要国際大会で外野守備・走塁コーチを任された。2016年には「侍ジャパン強化試合 日本 vs チャイニーズタイペイ」の日本代表外野守備・走塁コーチ（三塁ベースコーチ）、「侍ジャパン 野球オランダ代表 野球メキシコ代表 強化試合」の日本代表コーチを務めた。
2018年限りで読売ジャイアンツのコーチを退任。2019年には球団職員としてジャイアンツアカデミーのコーチを務めた。その傍ら日テレジータスの巨人関連番組のコメンテーターとして出演。
2020年からは中京テレビ・東海ラジオ解説者、中日スポーツ評論家として活動。
2021年、10月29日に翌年から中日の一軍外野守備走塁コーチに就任することが発表され、背番号も引き続き79を背負うこととなった。中日には16年ぶりの復帰。在任中は中堅のレギュラーに定着した岡林勇希を2年連続ゴールデングラブ賞（22、23年）に導くなど手腕を発揮。
2024年10月6日、中日を同年限りで退団することが発表された。
2024年11月8日、2025年から小久保が監督を務める福岡ソフトバンクホークスの一軍外野守備走塁兼作戦コーチを務めることが発表され、背番号は引き続き79を背負うことも決まった。

## 選手としての特徴・人物
“走攻守”3拍子揃った外野手。現役時代は闘志溢れるプレーでファンを魅了した。
中日ドラゴンズ時代の監督である星野仙一を振り返り、「怖かったけど、時々見せる優しさがたまらなかった人だった」と語っている。
巨人コーチ時代に監督の原辰徳から言われた「コーチも監督のつもりで勝利のために必死になって欲しい」という言葉が、脳裏に深く刻まれているという。
ヤオハン時代はシーズンオフになると2～3か月の間は職場のスーパーマーケットで菓子や日用品の陳列、レジ打ちなどの仕事を終えた後、昼から野球の練習という生活をしていた。一人暮らしをしていた時代もあり、野菜売り場の女性に「今晩、鍋をするからこの野菜買うよ」と言うと、料理ができない大西のために野菜を切ってくれたという。皆がアットホームな雰囲気であり、社会人として働いた経験があったことでお金の有り難みを学んだと話す。

## 詳細情報

### 年度別打撃成績
| 年 度      | 球 団      | 試 合 | 打 席 | 打 数 | 得 点 | 安 打 | 二 塁 打 | 三 塁 打 | 本 塁 打 | 塁 打 | 打 点 | 盗 塁 | 盗 塁 死 | 犠 打 | 犠 飛 | 四 球 | 敬 遠 | 死 球 | 三 振 | 併 殺 打 | 打 率 | 出 塁 率 | 長 打 率 | O P S |
| ---------- | ---------- | ----- | ----- | ----- | ----- | ----- | -------- | -------- | -------- | ----- | ----- | ----- | -------- | ----- | ----- | ----- | ----- | ----- | ----- | -------- | ----- | -------- | -------- | ----- |
| 1996       | 中日       | 48    | 11    | 11    | 16    | 3     | 0        | 0        | 1        | 6     | 2     | 5     | 0        | 0     | 0     | 0     | 0     | 0     | 5     | 0        | .273  | .273     | .545     | .818  |
| 1997       | 中日       | 6     | 9     | 8     | 0     | 2     | 0        | 0        | 0        | 2     | 0     | 2     | 0        | 1     | 0     | 0     | 0     | 0     | 3     | 0        | .250  | .250     | .250     | .500  |
| 1998       | 中日       | 95    | 111   | 94    | 20    | 25    | 5        | 0        | 1        | 33    | 8     | 16    | 6        | 5     | 0     | 11    | 0     | 1     | 22    | 1        | .266  | .349     | .351     | .700  |
| 1999       | 中日       | 55    | 34    | 27    | 14    | 5     | 0        | 0        | 0        | 5     | 2     | 2     | 1        | 2     | 0     | 3     | 0     | 2     | 5     | 0        | .185  | .313     | .185     | .498  |
| 2000       | 中日       | 49    | 54    | 50    | 12    | 11    | 5        | 0        | 1        | 19    | 5     | 5     | 0        | 2     | 0     | 2     | 0     | 0     | 9     | 1        | .220  | .250     | .380     | .630  |
| 2001       | 中日       | 87    | 120   | 105   | 21    | 24    | 3        | 2        | 0        | 31    | 6     | 1     | 4        | 3     | 0     | 10    | 0     | 2     | 22    | 3        | .229  | .308     | .295     | .603  |
| 2002       | 中日       | 115   | 247   | 215   | 30    | 66    | 12       | 3        | 2        | 90    | 23    | 9     | 2        | 9     | 0     | 17    | 0     | 6     | 36    | 5        | .307  | .374     | .419     | .793  |
| 2003       | 中日       | 119   | 365   | 332   | 51    | 104   | 16       | 1        | 9        | 149   | 35    | 5     | 5        | 10    | 1     | 16    | 1     | 6     | 56    | 3        | .313  | .355     | .449     | .804  |
| 2004       | 中日       | 80    | 146   | 132   | 18    | 32    | 8        | 0        | 4        | 52    | 15    | 1     | 1        | 3     | 1     | 10    | 1     | 0     | 23    | 3        | .242  | .294     | .394     | .688  |
| 2005       | 中日       | 49    | 73    | 65    | 7     | 16    | 3        | 1        | 0        | 21    | 12    | 0     | 0        | 3     | 0     | 4     | 0     | 1     | 14    | 1        | .246  | .300     | .323     | .623  |
| 2006       | 巨人       | 20    | 34    | 30    | 1     | 4     | 0        | 0        | 0        | 4     | 0     | 0     | 1        | 3     | 0     | 1     | 0     | 0     | 1     | 0        | .133  | .161     | .133     | .294  |
| 通算：11年 | 通算：11年 | 723   | 1204  | 1069  | 190   | 292   | 52       | 7        | 18       | 412   | 108   | 46    | 20       | 41    | 2     | 74    | 2     | 18    | 196   | 17       | .273  | .330     | .385     | .715  |

### 記録
初記録
- 初出場：1996年5月26日、対横浜ベイスターズ9回戦（横浜スタジアム）、9回表にアロンゾ・パウエルの代走として出場
- 初盗塁：1996年5月29日、対広島東洋カープ8回戦（ナゴヤ球場）、7回裏に二盗（投手：前間卓、捕手：瀬戸輝信）
- 初安打：1996年6月4日、対阪神タイガース10回戦（阪神甲子園球場）、10回表に古溝克之から中前安打
- 初先発出場：1996年8月6日、対広島東洋カープ15回戦（倉敷マスカットスタジアム）、「8番・中堅手」として先発出場
- 初本塁打・初打点：1996年9月24日、対横浜ベイスターズ26回戦（横浜スタジアム）、9回表に戸叶尚から左越え2ラン

### 背番号
- 58（1995年 - 2005年）
- 00（2006年）
- 79（2009年 - 2015年、2022年 - ）
- 86（2016年 - 2018年）

### 代表コーチ歴
- 2015 WBSCプレミア12 日本代表

## 関連情報

### 出演番組
- 『スポーツスタジアム魂』（中京テレビ、2019年-2021年）
- 『東海ラジオ ガッツナイター』（東海ラジオ、2020年-2021年）